# Vitaly Konstantinov
Vitaly Konstantinov, né le 28 mars 1949 dans l'oblast d’Oulianovsk, est un lutteur russe spécialiste de la lutte gréco-romaine.
Il commence à pratiquer la lutte à l'adolescence et intègre le Dynamo d'Oulianovsk après ses premiers succès au niveau national. Il s'y s'entraîne sous la direction d'A.Winnik. Relativement grand pour un poids mouche, il semble parfois quelque peu gêné par la longueur de ses bras et de ses jambes mais cela ne l'empêche pas d'obtenir d'excellents résultats, notamment une troisième place à la Spartakiade de 1971, qui lui ouvre les portes de l'équipe nationale.
Pour sa première apparition au championnat d'Europe, en 1972, il décroche une seconde place après avoir triomphé de six adversaires dont le redoutable Bulgare Petar Kirov. Il s'incline en finale face au Polonais Jan Michalik. Ce dernier conservera son titre en 1973. Konstantinov est sélectionné pour les Jeux olympiques d'été de 1972 qui se traduisent par une déception puisqu'il ne se classe que treizième. Il remporte cependant le championnat national en 1973 et participe au championnat du monde à Téhéran, la même année. Il y fait meilleure figure mais termine au pied du podium, à la quatrième place, après une nouvelle défaite face à Michalik.
Il ne participe à aucune grande compétition internationale en 1974 mais un nouveau titre national obtenu en 1975 conduit les sélectionneurs à le retenir pour le championnat du monde, organisé à Minsk. Justifiant cette fois la confiance qui lui est faite, il remporte le titre.
Il est sélectionné pour les Jeux olympiques d'été de 1976, à Montréal. Malgré la pression due à une défaite d'emblée contre le concurrent japonais Koichiro Hirayama, il remporte tous les combats suivants et décroche la médaille d'or de la catégorie poids mouche (48-52 kg).
Konstantinov n'apparaît plus sur la scène internationale jusqu'en 1980, année au cours de laquelle il participe au championnat d'Europe dans la catégorie poids coq (52-57 kg). Il bénéficie de l'abandon de l'Allemand d'origine italienne Pasquale Passarelli, futur champion olympique, pour s'imposer. Il n'est cependant pas sélectionné pour les Jeux de Moscou, la même année, qui voient son compatriote et rival Shamil Serikov décrocher la médaille d'or.
Il met alors un terme à sa carrière sportive.